# Vuissens
Vuissens is een plaats en voormalige gemeente in het district Broye van het kanton Fribourg in Zwitserland. Op 1 januari 2017 ging de gemeente op in de op die dag gevormde fusiegemeente Estavayer.

## Geografie
Vuissens is een exclave van kanton Fribourg in kanton Vaud. De oppervlakte van de voormalige gemeente bedraagt 5.62 km².
- Hoogste punt: 817 m
- Laagste punt: 672 m

## Bevolking
De gemeente telt 245 inwoners. De meerderheid in Vuissens is Franstalig (93%, 2000) en Rooms-Katholiek (64%).

## Economie
67% van de werkzame bevolking werkt in de primaire sector (landbouw en veeteelt), 0% in de secundaire sector (industrie), 33% in de tertiaire sector (dienstverlening).